# Shota Arveladze
Shota Arveladze (en georgiano: შოთა არველაძე; n. el 22 de febrero de 1973, Tiflis, Georgia) es un exjugador y entrenador georgiano. Actualmente dirige al Kasimpasa.
Arveladze jugó en Dinamo Tbilisi, Trabzonspor, Ajax, Rangers, AZ y Levante. Es el máximo goleador de todos los tiempos de Georgia con 291 goles en sus 410 partidos de liga con sus clubes y 26 goles en sus 61 partidos con la selección nacional.
Sus 27 goles marcados en la competición de la Copa de la UEFA, incluidas las eliminatorias, lo ubican tercero en la historia del torneo antes de que se convirtiera en la Europa League.

## Trayectoria

### Como jugador

#### Tbilisi y Trabzonspor
Arveladze jugó en el Dinamo Tbilisi, Trabzonspor y Ajax, y terminó al menos una temporada como máximo goleador en los tres. En 1993, anotó un primer gol efectivo en un torneo europeo en la historia del fútbol georgiano independiente en el partido contra el Linfield FC. Cuando lideró al Trabzonspor en goles en la temporada 1995--96, también lideró la Süper Lig, lo que lo convirtió en el segundo jugador extranjero hasta la fecha en ser el goleador de la liga luego de Tarik Hodžić en 1983-84. 

#### Ajax
En el verano de 1997, fichó por el Ajax de Ámsterdam. Más tarde, declaró que estuvo tan nervioso durante su primer entrenamiento, que incluso se olvidó de llevarse los botines de fútbol. Su primer partido en el Amsterdam Arena fue un día especial para el jugador georgiano. El 15 de agosto de 1997, el club se enfrentó al Grêmio brasileño en un partido amistoso. Arveladze anotó un gol, mientras que su esposa Tamuna dio a luz a su primer hijo, Giorgi, horas antes del partido.
Debutó con el Ajax contra el Vitesse Arnhem, donde reemplazó a Gerald Sibon y anotó el cuarto gol del club. Durante su primera temporada, anotó tres hat-trick en la Eredivisie y un total de 25 goles en 31 apariciones. El técnico del club Morten Olsen se mostró muy satisfecho con la actuación del joven delantero. También fue una figura clave para el club durante la Copa de la UEFA 1997-98. Allí, marcó 7 goles en 8 partidos con el club, incluido un triplete contra el NK Maribor. El Ajax fue eliminado en cuartos de final contra el Spartak de Moscú, aunque anotó el único gol del club en un empate.
En el verano de 1998, Ajax fichó al amigo cercano de Arveladze Georgi Kinkladze del Manchester City por £5 millones. Habían sido amigos desde la infancia y eso parecía un sueño para ambos. Sin embargo, el hechizo de Kinkladze en el Ajax no tuvo éxito.

#### Rangers
Arveladze se unió al Rangers procedente del Ajax por £3 millones en 2001. Acordó un contrato de cuatro años con el club. Era obvio que el georgiano enfrentaría una feroz competencia por el puesto de titular en la fuerza de ataque de los Rangers por parte de jugadores como Tore André Flo, Claudio Caniggia, Michael Mols, Kenny Miller, Billy Dodds, Ronald de Boer y Russell Latapy.
Durante la primera temporada con el club con sede en Glasgow, Arveladze anotó 17 goles en total, incluidos 11 en la Scottish Premiership. Sólo llegó a disputar 30 partidos, tras lesionarse en febrero en los cuartos de final de la Copa de Escocia ante el Forfar Athletic, lesión que le impidió disputar la final de la Copa de la Liga de 2002. Sin embargo, marcó seis goles para su club, que logró ganar la copa escocesa. Arveladze jugó en la final, reemplazando a Caniggia. Este fue su primer título con el club escocés.
La temporada siguiente fue la más exitosa en la carrera del jugador georgiano, ya que Rangers ganó el triplete. En marzo de 2003, los Rangers derrotaron a sus archirrivales Celtic en la final de la Copa de la Liga. Más tarde, en la final de la Copa de Escocia, los Rangers ganaron otro título, luego de que lograron derrotar al Dundee con un gol de Lorenzo Amoruso. Los dos compatriotas de Arveladze Georgi Nemsadze y Zurab Khizanishvili también participaron en este juego. Este último se unió a Arveladze en el club durante ese verano.
En mayo de 2005, declaró que dejaría el club una vez finalizada la temporada, en la que logró marcar 9 goles. Confirmó haber recibido ofertas de varios clubes de Europa, incluidos equipos de Inglaterra, Alemania, Holanda y Turquía. Durante su tiempo en los Rangers, Arveladze tenía un apodo, Mr. Bean, debido a su parecido facial con Rowan Atkinson.
Durante un caso legal en 2015, el agente de Arveladze afirmó que la verdadera tarifa de transferencia había sido de 12 millones de euros, el equivalente a £8,5 millones en ese momento. Arveladze anotó el gol N°300 en la SPL y formó parte de los equipos de los Rangers que ganaron el triplete nacional en 2002-03 y un doblete en 2004-05.

#### AZ Alkmaar
Arveladze partió del Rangers para AZ Alkmaar en una transferencia gratuita antes del comienzo de la temporada 2005-06, firmando un contrato de dos años con el club. Bajo la dirección de Louis van Gaal, Arveladze se convirtió en la figura clave del club. Anotó 22 goles en la Eredivisie, convirtiéndose en el segundo máximo goleador del torneo después de Klaas-Jan Huntelaar, que anotó 33 goles durante la temporada. Alkmaar también participó en la Copa de la UEFA esta vez. En 6 partidos con el club, hizo 2 asistencias y marcó 2 goles, uno de ellos contra el Real Betis. A final de temporada, acordaron con el club una ampliación de contrato para mantener al delantero internacional georgiano en el club holandés hasta el verano de 2008.
Durante la segunda y última temporada con el club,  fue nombrado nuevo capitán del club. Le ofrecieron el brazalete después de que Denny Landzaat y Joris Mathijsen se fueran al Wigan Athletic y Hamburgo SV respectivamente. El georgiano fue elogiado por van Gaal, con quien había compartido en el Ajax. El neerlandés comparó a Arveladze con Danny Blind y Frank Rijkaard en términos de personalidad, llamándolo "el mejor profesional del equipo".
Marcó 23 goles, acumulando un total de 48 goles para AZ en 89 apariciones competitivas. El delantero georgiano también anotó 7 goles en la Copa de la UEFA, dos de ellos en el Estadio Ramón Sánchez-Pizjuán en la victoria a domicilio por 2-1 contra el Sevilla.

#### Levante
En julio de 2007, Arveladze pasó un reconocimiento médico y firmó un contrato de un año con el club español Levante. Se lesionó en el entrenamiento de verano y se perdió casi diez meses, siendo operado en Ámsterdam. Regresó y debutó contra el Villarreal el 23 de marzo, reemplazando a Juanma. Consiguió participar en otros 3 partidos hasta el final de la temporada.
En abril, el Levante confirmó que Arveladze se retiraría al final de la temporada. En el último partido de su carrera jugó en el Santiago Bernabéu contra el Real Madrid, perdiendo por 5-2.

### Como entrenador
Después de retirarse como jugador, Arveladze fue nombrado asistente del entrenador del AZ Alkmaar bajo la dirección del entrenador Louis van Gaal en julio de 2008. Mantuvo este puesto en la temporada 2009-10 con Ronald Koeman y Dick Advocaat.
Para la temporada 2010-11, Arveladze se desempeñó como entrenador del equipo turco Kayserispor. De 2012 a 2015, dirigió al Kasımpaşa con sede en Estambul. En su último partido, el equipo anotó fuera de casa ante el Konyaspor mientras sus jugadores atendían a su jugador lesionado, Ryan Babel. Arveladze luego permitió que Konyaspor anotara el empate en nombre del juego limpio, y Konyaspor ganó el juego por 2-1. Renunció después del partido.
El 3 de julio de 2015, Arveladze fue nombrado entrenador del Trabzonspor. No obstante, presentó la renuncia en el mes de noviembre. Bajo él y su sucesor Hami Mandıralı, el equipo perdió un récord de 17 juegos esa temporada.
En junio de 2016, Arveladze fue anunciado como el nuevo entrenador del club israelí Maccabi Tel Aviv. En la mitad de la temporada, fue despedido; era la primera vez que el Maccabi destituía a un entrenador durante una temporada desde 2011.
En 2017, Arveladze fue anunciado como entrenador del Pajtakor Tashkent en Uzbekistán. Ganó la Superliga y la Copa de Uzbekistán en 2019 y 2020. El 21 de diciembre de 2020 decidió renunciar a su cargo.
El 27 de enero de 2022, Arveladze fue anunciado como el nuevo entrenador del Hull City con un contrato de 2 años y medio. En su debut, dos días después, el equipo ganó 2-0 en casa ante el Swansea City. Arveladze fue despedido por el club inglés el 30 de septiembre de 2022, con el equipo ocupando el puesto N°20 en el Championship y después de cuatro derrotas consecutivas.
El 11 de diciembre de 2023, fue confirmado como entrenador del Fatih Karagümrük.El 9 de marzo de 2024, presentó su renuncia luego de caer 5-1 ante el Trabzonspor.
En junio de 2025, inició su segunda etapa al frente del Kasımpaşa.

## Selección nacional
Arveladze era un habitual en la selección nacional de Georgia y es su máximo goleador de todos los tiempos con 26 goles en sus 61 partidos. Hizo su debut internacional en el primer partido oficial de Georgia el 2 de septiembre de 1992, una derrota amistosa por 1-0 ante la selección de fútbol de Lituania. Quince días después, marcó su primer gol en el primer partido en casa del país, una victoria por 6-3 sobre Azerbaiyán. Su primer gol competitivo fue el 16 de noviembre, en una victoria por 5-0 sobre Gales en Tiflis para la clasificación para la Eurocopa 1996.
El 30 de marzo de 1997, Arveladze anotó un triplete en la victoria por 7-0 en un amistoso en casa contra los vecinos Armenia. Con Georgia ganó en 1998 el Torneo Internacional de Malta. El 18 de agosto de 2006, anotó un triplete a domicilio ante Islas Feroe en la victoria por 6-0 en el partido inaugural de la clasificación para la Eurocopa 2008. Su último partido fue el 24 de marzo siguiente en otro partido de clasificación, empatando en una derrota por 2-1 ante Escocia.

## Clubes

### Como jugador
| Club              | País         | Año       |
| ----------------- | ------------ | --------- |
| Martve Tbilisi    | Georgia      | 1990-1991 |
| Iberia Tbilisi    | Georgia      | 1991-1992 |
| Dinamo Tbilisi    | Georgia      | 1992-1993 |
| Trabzonspor       | Turquía      | 1993-1994 |
| Dinamo Tbilisi    | Georgia      | 1994-1995 |
| Trabzonspor       | Turquía      | 1995-1997 |
| Ajax de Ámsterdam | Países Bajos | 1997-2001 |
| Rangers           | Escocia      | 2001-2005 |
| AZ Alkmaar        | Países Bajos | 2005-2007 |
| Levante UD        | España       | 2007-2008 |

### Como entrenador
| Club              | País       | Año           | PJ  | PG  | PE | PP  | Rendimiento |
| ----------------- | ---------- | ------------- | --- | --- | -- | --- | ----------- |
| Kayserispor       | Turquía    | 2010-2012     | 86  | 33  | 16 | 37  | 44.57%      |
| Kasımpaşa         | Turquía    | 2012-2015     | 91  | 33  | 28 | 30  | 46.52%      |
| Trabzonspor       | Turquía    | 2015          | 15  | 6   | 3  | 6   | 46.67%      |
| Maccabi Tel Aviv  | Israel     | 2016-2017     | 30  | 16  | 7  | 7   | 61.11%      |
| Pajtakor Tashkent | Uzbekistán | 2017-2020     | 124 | 90  | 18 | 16  | 77.42%      |
| Hull City         | Inglaterra | 2022          | 30  | 9   | 6  | 15  | 36.67%      |
| Fatih Karagümrük  | Turquía    | 2023-2024     | 17  | 6   | 4  | 7   | 43.13%      |
| Kasımpaşa         | Turquía    | 2025-presente |     |     |    |     |             |
| Total             | Total      | Total         | 393 | 193 | 81 | 119 | 56.07%      |

## Palmarés

### Como jugador

#### Torneos nacionales
| Título                     | Club           | País         | Año     |
| -------------------------- | -------------- | ------------ | ------- |
| Erovnuli Liga              | Dinamo Tbilisi | Georgia      | 1990-91 |
| Copa de Georgia            | Dinamo Tbilisi | Georgia      | 1990-91 |
| Erovnuli Liga              | Dinamo Tbilisi | Georgia      | 1991-92 |
| Copa de Georgia            | Dinamo Tbilisi | Georgia      | 1991-92 |
| Erovnuli Liga              | Dinamo Tbilisi | Georgia      | 1992-93 |
| Copa de Georgia            | Dinamo Tbilisi | Georgia      | 1992.93 |
| Erovnuli Liga              | Dinamo Tbilisi | Georgia      | 1993-94 |
| Copa de Georgia            | Dinamo Tbilisi | Georgia      | 1993-94 |
| Copa de Turquía            | Trabzonspor    | Turquía      | 1994-95 |
| Supercopa de Turquía       | Trabzonspor    | Turquía      | 1995    |
| Copa de los Países Bajos   | Ajax Ámsterdam | Países Bajos | 1997/98 |
| Eredivisie                 | Ajax Ámsterdam | Países Bajos | 1997/98 |
| Copa de los Países Bajos   | Ajax Ámsterdam | Países Bajos | 1998/99 |
| Copa de Escocia            | Rangers FC     | Escocia      | 2001-02 |
| Copa de Escocia            | Rangers FC     | Escocia      | 2002-03 |
| Premier League Escocesa    | Rangers FC     | Escocia      | 2002-03 |
| Copa de la Liga de Escocia | Rangers FC     | Escocia      | 2002-03 |
| Premier League Escocesa    | Rangers FC     | Escocia      | 2004-05 |

### Como entrenador

#### Torneos nacionales
| Título                   | Club              | País       | Año  |
| ------------------------ | ----------------- | ---------- | ---- |
| Super Liga de Uzbekistán | Pajtakor Tashkent | Uzbekistán | 2019 |
| Copa de Uzbekistán       | Pajtakor Tashkent | Uzbekistán | 2019 |
| Supercopa de Uzbekistán  | Pajtakor Tashkent | Uzbekistán | 2019 |
| Super Liga de Uzbekistán | Pajtakor Tashkent | Uzbekistán | 2020 |
| Copa de Uzbekistán       | Pajtakor Tashkent | Uzbekistán | 2020 |